# Dagdrivernotater
Dagdrivernotater är et musikalbum med Finn Kalvik. Albumet utgavs 2004 av skivbolaget DaWorks Music Publishing.

## Låtlista
1. "Å være barn en sommerdag" (André Bjerke/Finn Kalvik) – 2:58
2. "Ord for ord" – 4:17
3. "Svalestup" – 4:10
4. "Nattmannen" – 4:05
5. "Jag väntar vid min mila" – 3:43
6. "Nære deg" – 4:11
7. "Sommerfugl" – 3:22
8. "Mørket faller som regn" – 4:04
9. "Elsket av vinden" – 4:07
10. "Stjärnorna" (Karin Boye/Finn Kalvik) – 3:06

- Samtliga låtar skrivna av Finn Kalvik där inget annat anges.

## Medverkande
Musiker
- Finn Kalvik – sång, gitarr
- Stein Berge Svendsen – keyboard, dragspel, percussion, körsång
- Tor Hansen – gitarr
- Lars Tinderholt – basgitarr
- Gunnar Augland – trummor, percussion
- Jorun Erdal – bakgrundssång
- Ingrid Renolen – viola (på "Å være barn en sommerdag")
- Kristina Renolen – cello (på "Å være barn en sommerdag", "Sommerfugl")
- Frøydis Grorud – tin whistle (på "Jag väntar vid min mila")
- Tim Scott McConnell – banjo, steelgitarr, barytongitarr, körsång (på "Mørket faller som regn")
- Håvard Måseide – basgitarr (på "Mørket faller som regn")

Produktion
- Stein Berge Svendsen – musikproducent, ljudtekniker
- Tore Teigland – ljudtekniker, ljudmix
- Morten Lund – mastering
- Odd Ragnar Lund – fotograf
- Jørn Dalchow – omslagsdesign